# Бережки (село, Калузька область)
Бережки (рос. Бережки) — село в Кіровському районі Калузької області Російської Федерації.
Населення становить 96 осіб. Входить до складу муніципального утворення Село Бережки.

## Історія
Від 2004 року входить до складу муніципального утворення Село Бережки.

## Населення
| 2002 | 2010 |
| ---- | ---- |
| 118  | ↘96  |